# Ingeborg Stadler
Ingeborg Stadler (* 1936 in Karlsruhe als Ingeborg Brandt) ist eine deutsche Sportlerin und Sportfunktionärin.
Sie wurde 1960 Deutsche Meisterin im Ringtennis und unterrichtete von 1974 bis 1984 Sport als Nebenlehrerin am Otto-Hahn-Gymnasium in Karlsruhe.
Ingeborg Stadler gründete 1968 die Volleyballabteilung des SSC Karlsruhe, die sie 10 Jahre lang leitete. Von 1969 bis 1975 leitete sie zudem die Gruppe für Mütter mit Kindern von zweieinhalb bis vier Jahren. 1973 wurde sie als Sportreferentin in den Vereinsvorstand gewählt und von 1983 bis 2003 war sie Erste Vorsitzende des SSC Karlsruhe. Seit 1980 koordiniert sie die Herzsportgruppe und leitete von 1995 bis 2016 den Walking-Treff.
Ingeborg Stadler war Haupttriebfeder für die ausgezeichnete Zeitschrift zum 50-jährigen Vereinsjubiläum.

## Ehrungen
Für ihre vielfältigen Verdienste um die Förderung der Sportentwicklung und Pionierarbeiten im Präventions- und Rehabilitationssport wurde Ingeborg Stadler gemeinsam mit Ehemann Karl Heinz am 7. Februar 2018 mit dem Bundesverdienstkreuz am Bande ausgezeichnet.